# Chef d'État-major des armées (Espagne)

Emblème de l'État-Major de la Défense espagnole.

Le chef d'État-major de la Défense (Jefe del Estado Mayor de la Defensa ) ou JEMAD est le commandant suprême des Forces armées espagnoles, et le principal conseiller militaire du Gouvernement.
Officiellement, le monarque espagnol est le commandant en chef des armées, mais en pratique, le Gouvernement en assure la direction par le conseil de la Défense nationale (Consejo de defensa nacional ), dont le JEMAD est un des membres. 
Le JEMAD est la quatrième autorité militaire du pays après le roi d’Espagne, le président du gouvernement et le ministre de la Défense.

## Historique
Le poste de chef d'État-major de la Défense a été créé en 1984 par le gouvernement de Felipe González.
Il a remplacé le poste de chef du Conseil conjoint des chefs d’état-major (la Junta de Jefes de Estado Mayor : la JUJEM) qui avait été créé en 1977 par le Gouvernement de Adolfo Suárez. Le poste de chef de la JUJEM avait lui-même remplacé le poste de chef du Haut État-Major (el Alto Estado Mayor : l'AEM) qui avait été créé par la dictature franquiste en 1939, peu avant la fin de la guerre civile espagnole.

## Fonctions
Le chef d’État-major de la Défense dispose de l’État-major de la Défense pour agir. Il a pour missions de :
- assurer la conduite stratégique des opérations militaires, sous l’autorité du ministère de la Défense et de la présidence du Gouvernement ;
- proposer un plan stratégique conjoint des Forces armées ;
- veiller à la mise en place des structures opérationnelles des Forces armées ;
- définir les missions générales ;
- assurer la coordination avec les commandements militaires des autres pays alliés et des organismes internationaux, pour toutes les actions communes ;
- attribuer des directives générales aux chefs d’état-major de l'Armée de terre, de la Marine et de l'Armée de l’air ;
- diriger les systèmes conjoints de commandement et de contrôle, d’intelligence (CIFAS), de télécommunications et de guerre électronique.

## Chefs d'État-major de la Défense
- Vice-amiral d'escadre Ángel Liberal Lucini (de 1984 à 1986) ;
- Général d'armée aérienne Gonzalo Puigcerver Romá (de 1986 à 1990) ;
- Vice-amiral d'escadre Rodríguez y Martín Granizo (de 1990 à 1992) ;
- Général de corps d'armée José Rodrigo Rodrigo (de 1992 à 1996) ;
- Général de corps d'armée Santiago Valderas Cañestro (de 1996 à 2000) ;
- Amiral Antonio Moreno Barberá (de 2000 à 2004)[1] ;
- Général d'armée Félix Sanz Roldán (de 2004 à 2008)[2] ;
- Général de corps aérien José Julio Rodríguez Fernández (de 2008 à 2011)[3] ;
- Amiral Fernando García Sánchez (de 2011 à 2017) ;
- Général d´armée Fernando Alejandre Martínez (2017-2020)[4] ;
- Général d'armée de l'Air Miguel Ángel Villarroya Vilalta (de 2020 à 2021) ;
- Amiral général Teodoro Esteban López Calderón (depuis 2021).